# Liste des régions françaises classées par superficie forestière
| Carte des 18 régions françaises après le redécoupage de 2015. |
| Hauts- · de- · France Normandie Île-de- · France Grand Est Bourgogne- · Franche-Comté Centre- · Val de Loire Pays · de la Loire Bretagne Nouvelle- · Aquitaine Auvergne- · Rhône-Alpes Occitanie Provence- · Alpes- · Côte d'Azur Corse Guyane Guadeloupe Martinique Mayotte La RéunionBelgique Luxembourg Allemagne Suisse Liechtenstein Italie Monaco Royaume-Uni Pays-Bas Andorre Brésil Suriname EspagneMer · du Nord Manche Golfe de · Gascogne Mer Méditerranée |

Cet article présente la surface occupée par la forêt dans chaque région française. 
Les données proviennent de l'Institut national de l'information géographique et forestière.
On note que seules trois régions françaises (la Guyane, Corse et Provence-Alpes-Côte d'Azur) sont couvertes à plus de 50 % de forêts. À l'inverse, trois régions (Pays de la Loire, Normandie, Hauts-de-France) ont moins de 15 % de leur territoire couvert de forêts.
| Rang                            | Région                          | Superficie(km2) | Forêts(km2) | Forêts(%) |
| ------------------------------- | ------------------------------- | --------------- | ----------- | --------- |
| 1                               | Guyane                          | 86 504          | 80 030      | 92,52     |
| 2                               | Corse                           | 8 680           | 5 500       | 63,36     |
| 3                               | Provence-Alpes-Côte d'Azur      | 31 400          | 16 070      | 51,18     |
| 4                               | Martinique                      | 1 128           | 520         | 46,1      |
| 5                               | Guadeloupe                      | 1 629           | 720         | 44,2      |
| 6                               | La Réunion                      | 2 512           | 980         | 39,01     |
| 7                               | Auvergne-Rhône-Alpes            | 69 711          | 25 950      | 37,23     |
| 8                               | Mayotte                         | 376             | 140         | 37,23     |
| 9                               | Bourgogne-Franche-Comté         | 47 784          | 17 460      | 36,54     |
| 10                              | Occitanie                       | 72 724          | 25 610      | 35,22     |
| 11                              | Nouvelle-Aquitaine              | 84 036          | 28 740      | 34,2      |
| 12                              | Grand Est                       | 57 441          | 19 480      | 33,91     |
| 13                              | Centre-Val de Loire             | 39 151          | 9 980       | 25,49     |
| 14                              | Île-de-France                   | 12 012          | 2 780       | 23,14     |
| 15                              | Bretagne                        | 27 208          | 4 240       | 15,58     |
| 16                              | Hauts-de-France                 | 31 806          | 4 680       | 14,71     |
| 17                              | Normandie                       | 29 907          | 4 250       | 14,21     |
| 18                              | Pays de la Loire                | 32 082          | 4 000       | 12,47     |
| France métropolitaine           | France métropolitaine           | 543 942         | 168 740     | 31,02     |
| Total des 18 régions françaises | Total des 18 régions françaises | 636 091         | 251 130     | 39,48     |